# Atle Pedersen Rønsen
Atle Pedersen Rønsen (* 13. August 1988 in Stensby) ist ein norwegischer Skispringer.

## Werdegang
Rønsen startete 2005 erstmals im Skisprung-Continental-Cup. Dabei erreichte er in Brotterode bereits in seinem ersten Springen den 32. Platz. Bei der Junioren-Weltmeisterschaft 2006 in Kranj erreichte er mit dem Team den 5. Platz und im Einzelspringen von der Normalschanze den 12. Platz. In Steinkjer wurde er im gleichen Jahr Norwegischer Junioren-Meister von der Großschanze und gewann Silber von der Normalschanze. Bei der Junioren-Weltmeisterschaft 2008 in Zakopane erreichte er mit der Mannschaft im Teamspringen den 4. Platz und im Einzelspringen den 20. Platz. Am 20. Dezember 2008 gewann er in Liberec sein erstes Continental-Cup-Springen. Am 14. März 2010 gab er sein Debüt im Skisprung-Weltcup. Dabei erreichte er in Oslo auf Anhieb zwei Weltcup-Punkte und damit den 82. Platz in der Weltcup-Gesamtwertung. Sein bisher bestes Weltcupergebnis ersprang er sich beim Abschlussspringen der Vierschanzentournee 2011/12 am 6. Januar 2012 im österreichischen Bischofshofen mit Rang elf.

## Erfolge

### Weltcup-Platzierungen
| Saison  | Platz | Punkte |
| ------- | ----- | ------ |
| 2009/10 | 82.   | 02     |
| 2011/12 | 45.   | 61     |
| 2012/13 | 77.   | 04     |

### Grand-Prix-Platzierungen
| Saison | Platz | Punkte |
| ------ | ----- | ------ |
| 2010   | 80.   | 02     |

### Continental-Cup-Siege im Einzel
| Nr. | Datum             | Ort      | Typ         |
| --- | ----------------- | -------- | ----------- |
| 1.  | 20. Dezember 2008 | Liberec  | Großschanze |
| 2.  | 18. Dezember 2011 | Erzurum  | Großschanze |
| 3.  | 24. Februar 2013  | Wisła    | Großschanze |
| 4.  | 1. Februar 2015   | Zakopane | Großschanze |

## Privates
Rønsen leidet seit seinem 13. Lebensjahr an Typ 1-Diabetes, ließ sich davon jedoch nicht von seinem Traum abbringen, Skispringer werden zu wollen. 2011 gewann er dafür den mit 60.000 Norwegischen Kronen dotierten drømmefondet simplewins-Preis der norwegischen Bayer Diabetes Care-Stiftung.